# Acclimatation

Les grandes découvertes ont favorisé l'acclimatation de nombreuses espèces végétales et animales américaines et asiatiques (maïs, piment, pomme de terre, canne à sucre, cacao, oiseaux exotiques, bétail...) qui, à l'issue d'une lente acclimatation, sont passées de l'expérimentation à la domestication, du jardin ou de la ménagerie aux champs.
Exemple de la tomate :
1. Pérou, centre de diversification,
2. Mexique : premier centre de domestication,
3. Europe : deuxième centre de domestication,
4. États-Unis : troisième centre de domestication.

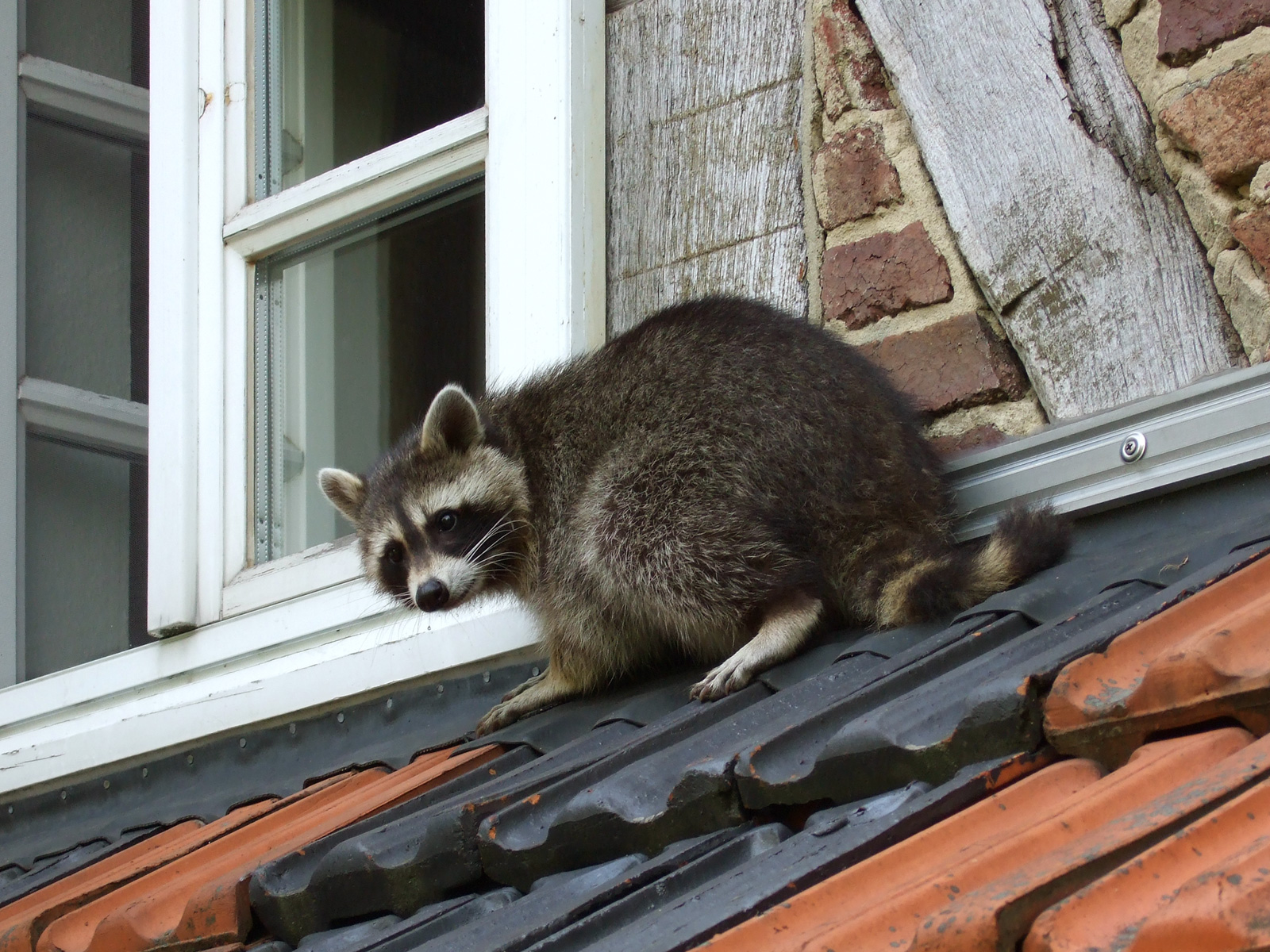
Originaire d'Amérique du Nord, le raton laveur a été introduit pour la dernière fois dans les années 1930 en Europe où il s'est parfaitement acclimaté puis naturalisé et a proliféré en l'absence de ses prédateurs naturels (martre d’Amérique, lynx roux, puma, coyote). Considéré comme une menace pour la biodiversité, il a été classé par le Conseil de l’Europe comme espèce exotique envahissante dont l’éradication est conseillée en raison de son fort impact prédateur sur les faunes locales.

L'acclimatation (terme forgé en 1832 en Europe et popularisé par le zoologue Étienne Geoffroy Saint-Hilaire) désigne l'adaptation physiologique d'un organisme vivant transposé dans une région géographique différente de son aire d'origine. Cette transposition artificielle (processus réalisé par les humains) se distingue de l’accommodation naturelle.
L'acclimatation d'une population d'un ou de quelques individus leur permet de s'adapter avec succès à des changements environnementaux (changement en particulier climatique, température, humidité, ressources), mais sans pouvoir s'y reproduire sexuellement. Cette adaptation phénotypique réversible implique la sélection naturelle ou artificielle des individus les mieux préadaptés et peut aboutir en quelques générations, à l'apparition de races ou de variétés nouvelles (formation d'écotypes).
L'intervention humaine est nécessaire pour assurer la reproduction sexuée de ces organismes, sauf quand l'acclimatation implique un nombre suffisamment élevé d'individus. L'acclimatation totale aboutit à la naturalisation lorsque ces individus se reproduisent sans intervention humaine.
L'acclimatation se déroule sur une période courte, au plus égale à la durée de vie de l'organisme, ce qui la différencie de l'adaptation évolutive. Elle illustre la plasticité adaptative des organismes.
Certaines espèces végétales ou animales peuvent, grâce à l'acclimatation, supporter des conditions auxquelles elles ne pourraient survivre si elles y étaient brutalement exposées. L'acclimatation peut induire différents changements dans la physiologie des individus.

## Chez l'homme
Chez l'homme, l'acclimatation définit de manière plus restrictive son adaptation à un nouveau milieu (acclimatation à l'altitude, à l'espace) et qui résulte des modifications physiologiques imprimées par ce milieu sur l'organisme. Quand ces modifications sont stabilisées, les physiologistes parlent d'acclimatement, terme parfois utilisé aussi comme synonyme d'acclimatation,.